# Chryse (Nymphe)
Chryse (altgriechisch Χρύση Chrýsē, deutsch ‚die Goldene‘) ist die Ortsnymphe der Insel Chryse in der griechischen Mythologie.
Philoktetes wollte an ihrem Altar ein Opfer darbringen und wurde dabei von der Schlange gebissen, die den Altar bewacht.